# 川井吉彦
川井 吉彦（かわい よしひこ、1943年11月21日 - ）は、日本の実業家。一般財団法人日本原子力文化財団理事長。東京電力株式会社広報部長、同取締役、日本原燃株式会社代表取締役社長などを歴任した。千葉県出身。

## 経歴
- 1968年3月 早稲田大学政治経済学部卒業
- 1968年4月 東京電力株式会社入社
- 1987年7月 東京電力株式会社企画部広報課長
- 1989年7月 東京電力株式会社広報部課長
- 1990年7月 東京電力株式会社広報部副部長
- 1992年7月 東京電力株式会社千葉支店船橋営業所長
- 1994年7月 東京電力株式会社広報部（副部長待遇）電気事業連合会事務局派遣
- 1995年9月 東京電力株式会社広報部（部長待遇）電気事業連合会事務局派遣
- 1997年7月 東京電力株式会社広報部電気事業連合会事務局派遣（部長）
- 1998年6月 東京電力株式会社広報部長
- 2002年6月 東京電力株式会社理事広報部担任[1]
- 2003年6月 東京電力株式会社取締役理事広報部担任
- 2004年6月 日本原燃株式会社専務取締役広報渉外室担任[2]
- 2005年8月 日本原燃株式会社専務取締役広報・地域交流室担任
- 2006年6月 日本原燃株式会社代表取締役副社長広報・地域交流室長
- 2009年8月 日本原燃株式会社代表取締役社長
- 2013年6月 日本原燃株式会社代表取締役兼社長執行役員
- 2014年6月 日本原燃株式会社相談役
- 2014年7月 公益財団法人原子力環境整備促進・資金管理センター評議員、一般財団法人日本原子力文化財団評議員
- 2024年6月 一般財団法人日本原子力文化財団理事長

## 発言
2011年3月31日、青森市で定例会見を行い、プルサーマル計画について「多少の遅れはあっても、日本のエネルギーの将来を考えた場合にどうしても必要だ」と必要性を強調するとともに、東京電力福島第一原子力発電所事故について「日本の英知を結集すれば、より安全な原子炉が造れる。わが国のエネルギー確保には原子力も必要だ」と述べた。2011年7月29日の定例記者会見では「エネルギー資源のない我が国は、原子力発電抜きには国民生活、国力の維持・発展は考えられない。核燃料サイクルは原子力発電の屋台骨を支える必要不可欠な事業だ」と述べた。2011年9月28日の定例記者会見では「日本が一流国であり続けるためには原子力発電が必要だ。核燃料サイクルの意義も変わることはない」と述べた。2011年11月28日の会見では「高速増殖炉の研究開発は国としてしっかり進めるべきだ」と述べ、高速増殖炉「もんじゅ」の廃止を含む核燃料サイクル政策の抜本的な見直しが必要だとする細野豪志原発事故担当相の見解に反対した。